# Nordisk Tidsskrift for Kriminalvidenskab
Nordisk Tidsskrift for Kriminalvidenskab (NTfK) er et videnskabeligt tidsskrift der udgiver artikler om kriminologiske eller strafferetlige emner. Artikler i tidsskriftet er skrevet på dansk, svensk, norsk eller eventuelt engelsk.
Tidsskriftet blev udgivet første gang i 1913 som Nordisk Tidsskrift for Strafferet (NTfS). Anledningen for tidsskriftets oprettelse var nedlægningen af Nordisk Tidsskrift for Fængselsvæsen og praktisk Strafferet (NTfF) året før pga. manglende finansiering, men tidsskriftet var ikke en decideret fortsættelse af NTfF, og dækkede også en bredere vifte af emner. I 1949 fik tidsskriftet dets nuværende navn "som et udtrykkeligt signal om, at indholdet ikke tilsigtedes at være snævert juridisk, men også spændte over penologi, kriminologi og kriminalpolitik", hvilket allerede til dels var afspejlet i tidsskriftets indhold.
Tidsskriftet udgives af De Nordiske Kriminalistforeninger og hovedredaktøren er Anette Storgaard. Tidsskriftet har siden årgang 108 været open access, og alle artikler fra årgang 36-40 og 45 og frem er frit tilgængelige på tidsskrift.dk.